# Cel (film 2014)
Cel (hangul: 표적 Pyo-jeok) – południowokoreański film akcji w reżyserii Changa, którego premiera odbyła się 30 kwietnia 2014 roku.
Zdjęcia do filmu były realizowane od 7 października 2013 roku do 16 stycznia 2014 roku.
Film zadebiutował na trzecim miejscu listy najbardziej dochodowych filmów w Korei Południowej, w czasie weekendu obejrzało go 1 350 000 osób.

## Obsada
Źródło: Filmweb

- Ryu Seung-ryong – Baek Yeo-hoon
- Lee Jin-wook – detektyw Song
- Lee Jin-wook – Lee Tae-joon
- Kim Sung-ryung – detektyw Jeong Yeong-joo
- Cho Yeo-jeong – Jeong Hee-joo
- Jo Eun-ji – detektyw Park Soo-jin
- Kim Dae-myung – Jang Gyoo-ho
- Jang Jun-nyeong – Lee Jeong-soo
- Lee Hyeon-wook – Jo Sang-woo
- Jo Kyeong-hun – Jang Pil-joo
- Kim Tae-hwan – zabójca
- Ki Se-hyeong – zabójca
- Kim Jong-goo – szef policji
- Wi Yang-ho – król Arch
- Sin Dam-soo – pijany mężczyzna
- Choi Gwi-hwa – pracownik szpitala
- Kim Kwang-hyeon – detektyw w regionalnej jednostce policji
- Baek Jae-jin – detektyw w regionalnej jednostce policji
- Kim Yeong-jae – prokurator
- Jin Goo – Baek Seong-hoon